# Euphyia congressata
Euphyia congressata är en fjärilsart som beskrevs av Walker 1862. Euphyia congressata ingår i släktet Euphyia och familjen mätare. Inga underarter finns listade i Catalogue of Life.